# Christiane Huber

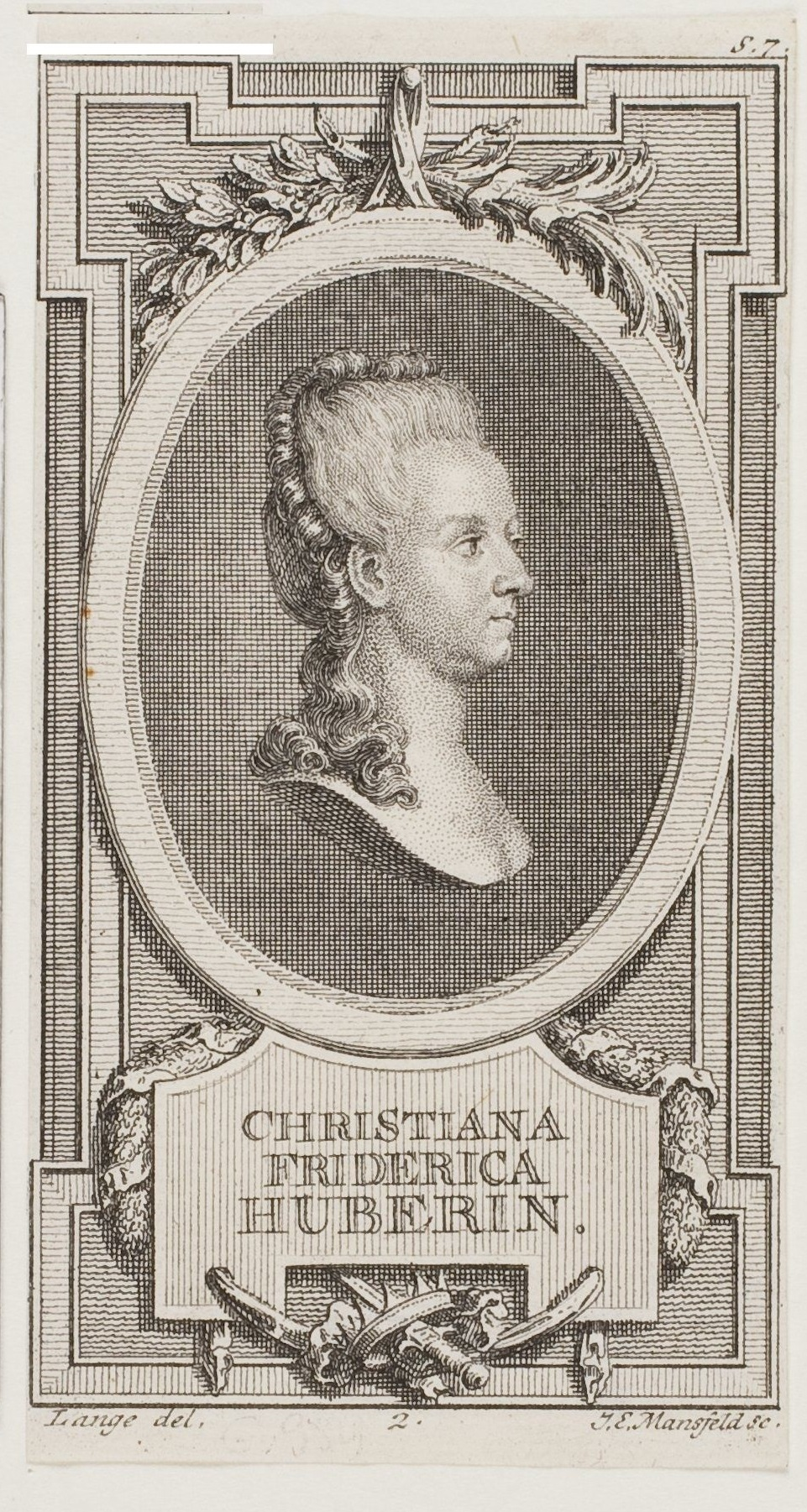
Christiana Friderica Huberin 1772

Christiana Friderica Huber, född Weidner 1730, död 1799, var en österrikisk skådespelare. Hon var engagerad vid Burgtheater i Wien 1748-1794, och betraktades som en av medlemmarna av denna teaters pionjärgrupp. Hon var främst uppmärksammad i roller som drottningar och mödrar i tragedier. Hon gifte sig med sin kollega Joseph Karl Huber (1726-1760).